# She's Out Of My Life
«She's Out Of My Life» (з англ. «Вона пішла з мого життя») — четвертий сингл і сьома пісня з п'ятого сольного альбому відомого американського співака Майкла Джексона (Off the Wall (альбом)).

## Історія створення та особливості композиції
Пісня була написана Томом Балером та була присвячена його почуттям, коли він розійшовся з дружиною. Квінсі Джонс спочатку хотів віддати пісню Френку Сінатре. Але все-таки пісня перейшла в руки Майкла Джексона. Співак у кінці запису не зміг стримати сліз. Квінсі Джонс розказував: "Майкл записав 8-10 дублів, але всі вони були однакові".
"She's Out Of My Life" - композиція повільного темпу у жанрі соул, написана у тональності мі мажор.

## Випуск пісні
Випуск пісні відбувся 18 квітня 1980 року і була випущена лейблом Epic Records. Пісня випущена як четвертий сингл з альбому Off the Wall. Демоверсія композиції увійшла у посмертний альбом Джексона This Is It 2009 року.

## Концертні виступи
Вперше Майкл заспівав пісню на турі Triumph Tour і Victory Tour групи The Jacksons. Також Джексон включив пісню у сет-листи сольних турів Bad World Tour (1987-1989) та Dangerous World Tour (1992-1993). Востаннє пісня прозвучала на королівському концерті у Брунеї у липні 1996. Пісня увійшла у перший сетлист HIStory World Tour (1996-1997), але так і не була виконана. У червні 1999 Джексон репетирував «She’s Out Of My Life» дуетом зі співачкою Шаде Аду для концертів MJ & Friends, але вона так і не була виконана.

## Музичне відео
Музичне відео на пісню було зняте у Квітні 1980 року режисером Брюсом Гауєрсом.
1. ↑  ISWC Network